# 郑州四环路
郑州四环路是一条位于河南省郑州市的一条环形快速路，由西四环、南四环、东四环和大河路合围而成，全长93公里，为郑州主城区“两纵两横两环”快速路网系统中的外环。

## 历史
郑州四环路全线于2010年6月贯通。2017年底，郑州四环路及大河路快速化工程开工。经过两年半的建设，四环高架主线已于2020年6月28日通车。

## 道路状况
四环路全线规划控制宽度180米。其中西四环、南四环和大河路以高架道路为主，部分为地面道路。高架道路为双向8车道，设计速度80千米/时，地面辅道亦为双向8车道。东四环则以地面快速路为主，与一些主要道路交叉口设有立交桥。